# Malvasía Rosada
Malvasía Rosada ist eine Rotweinsorte und eine von vielen Varietäten aus der Familie der Malvasier, die in Spanien wächst. Es handelt sich dabei vermutlich um eine alte Rebsorte, die aus einer Farbmutation der Sorte Malvasía de Sitges hervorging.

Malvasía Rosada ist eine der zugelassenen Rebsorten für D.O.-Weine aus den spanischen Weinbauregionen Abona, Tacoronte-Acentejo, Valle de Güímar, Valle de la Orotava und Ycoden-Daute-Isora (alle Teneriffa) sowie El Hierro, Gran Canaria, La Gomera und La Palma.
Die spätreifende Sorte ist wuchsstark, liefert aber aufgrund ihrer Anfälligkeit für Rebkrankheiten nur sehr unregelmäßige Erträge. Der Traubenmost ergibt einen angenehmen Wein mit sehr delikatem Aroma.
Der Anbau der Sorte wird ausschließlich auf den Kanarischen Inseln empfohlen.

## Ampelographische Sortenmerkmale
In der Ampelographie wird der Habitus folgendermaßen beschrieben:
- Die Triebspitze ist offen, weißlich behaart und mit einem karminroten Anflug versehen. Die gelblichen Jungblätter sind spinnwebig behaart und bronzefarben gefleckt (Anthocyanflecken).

- Die  Blätter sind fünflappig und tief gebuchtet (vgl. auch Blattform). Die Stielbucht ist lyrenförmig offen; das Blatt ist stumpf gezahnt. Die Zähne sind im Vergleich der Rebsorten mittelgroß. Die Blattoberfläche (Spreite) ist kaum blasig.

- Die walzen- bis kegelförmige Traube ist mittelgroß und mäßig dichtbeerig. Die ovoiden Beeren sind mittelgroß und von hellroter Farbe, saftig und leicht aromatisch.

Die Rebsorte reift ca. 30 Tage nach dem Gutedel und gehört damit zu den Rebsorten der mittleren dritten Reifungsperiode (vgl. Rebsorte#Einteilung nach Reifezeitpunkt); sie gilt somit als spätreifend.
Malvasía Rosada ist eine Varietät der Edlen Weinrebe (Vitis vinifera subsp. vinifera). Sie besitzt zwittrige Blüten, womit sie selbstbefruchtend ist. Beim Weinbau ist es also möglich, den Anbau männlicher Pflanzen, zu vermeiden; denn diese liefern keinen Ertrag, was einen ökonomischer Nachteil darstellen würde.